# Oyama (Tochigi)
Pour les articles homonymes, voir Oyama.
Oyama (小山市, Oyama-shi, littéralement « petite montagne ») est une ville japonaise de la préfecture de Tochigi.

## Géographie

### Situation
Oyama est située dans le nord de la plaine du Kantō, à environ 70 km au nord du centre de Tokyo.

### Démographie
En avril 2022, la population de la ville d'Oyama était de 167 291 habitants répartis sur une superficie de 134,07 km2.

### Climat
Oyama a un climat subtropical humide caractérisé par des étés chauds et des hivers froids avec de fortes chutes de neige. La pluviométrie annuelle moyenne est de 1 275,7 mm, septembre étant le mois le plus humide. La température moyenne annuelle à Oyama est de 14,5 °C. Les températures sont les plus élevées en moyenne en août, à environ 26,3 °C, et les plus basses en janvier, à environ 2,9 °C.

## Histoire
Oyama-shuku était une station sur le Nikkō Kaidō reliant Edo aux sanctuaires de Nikkō, et était contrôlée par le domaine d'Utsunomiya pendant la période Edo.
Le bourg moderne d'Oyama a été établi le 1er avril 1889. Il a fusionné avec le village voisin d'Otani le 31 mars 1954 et a été élevé au statut de ville. Le 18 avril 1963, le bourg de Mamada et le village de Mita ont été intégrés à Oyama. Le 30 septembre 1965, c'est au tour du bourg de Kuwakinu de fusionner avec Oyama.

## Culture locale et patrimoine
On peut y trouver les ruines de Terano-higashi datant de la période Jōmon, démontrant la présence d'un village à cette époque.

## Transports
La gare d'Oyama est desservie par la ligne Shinkansen Tōhoku, ainsi que par les lignes classiques Mito, Ryōmō et Utsunomiya de la JR East.

## Villes jumelées
Oyama est jumelée avec :
- Mission (Canada) depuis 1996,
- Lübz (Allemagne) depuis 2003,
- Cairns (Australie) depuis 2006,
- Shaoxing (Chine) depuis 2010,
- Benxi (Chine) depuis 2014.